# بول هايوارد (صحفي)
بول هايوارد (بالإنجليزية: Paul Hayward)‏ هو صحفي بريطاني، ولد في 6 يناير 1965.